# Beáta Boglárka Wagner-Nagy
Beáta Boglárka Wagner-Nagy (* 1970) ist eine ungarische Finnougristin.

## Leben
Von 1989 bis 1994 studierte sie ungarische Sprache und Literatur und russische Sprache und Literatur an der József-Attila Universität in Szeged und von 1990 bis 1994 Finnougristik an der József-Attila Universität in Szeged (1994 Abschluss der Studien: Diplomlehrerin für Ungarisch und Russisch, Diplomphilologin Finnougristik). 1997 wurde sie wissenschaftliche Assistentin am Finnisch-Ugrischen Institut der József-Attila-Universität in Szeged. 2000 legte sie Disputation zur Dissertation mit dem Titel Die deverbalen Verbalsuffixe im Nganasanischen und Erlangung des Doktorgrades ab. Von 2001 bis 2004 und 2007 war sie Lehrbeauftragte an der Universität Szeged. Von 2002 bis 2010 war sie wissenschaftliche Mitarbeiterin des Sprachwissenschaftlichen Instituts der Magyar Tudományos Akadémia, Abteilung Finnougristik. Von 2005 bis 2006 war sie Lehrbeauftragte an der Universität München (Nganasanisch I., Nganasanisch II.). Von 2005 bis 2010 war sie Lehrbeauftragte an der Universität Wien, Institut EVSL, Abteilung für Finno‑Ugristik (Samojedisch I., Selkupisch I., Einführung in die Sprachwissenschaft, Kulturen der uralischen Völker). Von 2008 bis 2010 war sie Projektmitarbeiterin an der Universität Wien, Institut EVSL, Abteilung für Finno‑Ugristik (Typologie der Negation im Ob-Ugrischen und Samojedischen). Seit 2010 ist sie Professorin für Finnougristik (Uralistik) an der Universität Hamburg und Geschäftsführende Direktorin des Instituts für Finnougristik/Uralistik. 2011 erfolgte die Habilitation (venia legendi: finnisch-ugrische Sprachwissenschaft) in Wien.
Ihre Schwerpunkte sind Dokumentation und Analyse uralischer Sprachen, allgemeine uralische Sprachwissenschaft (Morphologie, historische Grammatik), Samojedistik und Sprachtypologie.
2023 wurde Wagner-Nagy als Mitglied in die Akademie der Wissenschaften in Hamburg gewählt.

## Schriften (Auswahl)
- Die Wortbildung im Nganasanischen. Szeged 2002.
- On the Typology of Negation in Ob-Ugric and Samoyedic Languages. Helsinki 2011.
- mit Natalia Tutschkova: Texte über Itte, der über die sieben Götter der Weisheit verfügt. Tomsk 2015.
- User’s Guide to Nganasan Spoken Language Corpus. Szeged 2018.